# سیارک ۲۱۲۹
سیارک ۲۱۲۹ (به انگلیسی: 2129 Cosicosi، نامگذاری:1973SJ) دو هزار و صد و بیست و نهمین سیارک کشف شده‌است که در ۲۷ سپتامبر ۱۹۷۳ کشف شد.
قدر مطلق سیارک برابر ۱۳٫۷۰ است.